# Langdon Cheves

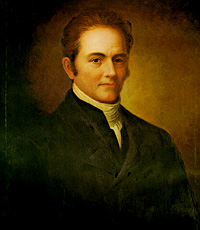
Langdon Cheves

Langdon Cheves (* 17. September 1776 bei Rocky River, South Carolina; † 25. Juni 1857 in Columbia, South Carolina) war ein US-amerikanischer Politiker und der neunte Sprecher des Repräsentantenhauses. Außerdem war er Präsident der Second Bank of the United States.

## Leben
Cheves wurde auf dem Gebiet des heutigen Abbeville County in South Carolina geboren. Sein Vater Alexander Cheves war ein Einwanderer aus Schottland, seine Mutter Mary Langdon kam aus Virginia. Im Alter von zehn Jahren ging er nach Charleston, um sich seinen Lebensunterhalt zu verdienen, und war mit 16 Jahren Leiter eines großen Handelshauses. Entgegen den Ratschlägen seiner Freunde, welche ihn für den geborenen Händler hielten, begann er im Alter von 18 Jahren Jura zu studieren. Im Jahre 1797 bekam er seine Zulassung und wurde rasch zu einem bedeutenden Rechtsanwalt. Bis 1808 überstieg sein jährliches Einkommen die 20.000-Dollar-Grenze und er galt zu dieser Zeit als wohlhabender Mann. Cheves heiratete 1806 seine Frau Miss Mary Elizabeth Dulles.

## Politik
Er übernahm im Jahr 1808 den Posten des Attorney General von South Carolina. 1810 wurde er zusammen mit William Lowndes und John C. Calhoun ins US-Repräsentantenhaus gewählt und zeichnete sich dort sehr schnell aus. Seine Rede auf der Händlervereinigung 1811 war ein besonderes Beispiel für seine außergewöhnlichen rhetorischen Fähigkeiten. Der Schriftsteller Washington Irving, der ebenfalls anwesend war, sagte, dass er zum ersten Mal einen Eindruck gehabt hatte, wie die großen Dichter der alten Griechen und Römer gesprochen haben müssen. Cheves war ein begeisterter Anhänger des Britisch-Amerikanischen Krieges von 1812.

### Repräsentantenhaus
Am 19. Januar 1814 wurde Cheves, der der Demokratisch-Republikanischen Partei angehörte, der Nachfolger von Henry Clay als Sprecher des Repräsentantenhauses, da Clay als Bevollmächtigter nach Gent geschickt wurde. Bei der Wahl triumphierte er über Felix Grundy. Am 23. November 1814 kam er, nach dem Tod des Präsidenten Pro Tempore Elbridge Gerry, für zwei Tage in die direkte Nachfolgelinie der Präsidentschaft, bis zwei Tage später John Gaillard zum Präsidenten pro tempore gewählt wurde. Nachdem 1815 der Frieden mit Großbritannien geschlossen wurde, verweigerte er seine Wiederwahl und kehrte zurück nach Charleston, um wieder als Anwalt zu arbeiten. Sein Nachfolger im Amt des Sprechers des Repräsentantenhauses wurde sein mittlerweile zurückgekehrter Vorgänger Clay. Im folgenden Jahr wurde er Richter am Superior Court von South Carolina.

### Nationalbank
Im Jahr 1816 wurde die Nationalbank neugegründet, allerdings innerhalb von drei Jahren durch Missmanagement wieder ruiniert. Cheves wurde daraufhin 1819 zum Präsidenten der Bank gewählt und konnte das Institut innerhalb von drei Jahren sanieren. Er trat 1822 von seiner Stelle zurück und ihm folgte Nicholas Biddle im Amt nach. Seit 1821 war er Mitglied der American Philosophical Society.

## Letzte Jahre
Nachdem er einige Zeit in Philadelphia und danach in Lancaster (Pennsylvania) gelebt hatte, kehrte er 1829 zurück nach South Carolina und lebte für die folgenden 28 Jahre im Ruhestand auf seinem Anwesen in Columbia, wo er am 25. Juni 1857 starb. In den letzten Jahren seines Lebens verfasste er vereinzelte Aufsätze und Rezensionen.